# 黒川修三
黒川 修三（くろかわ しゅうぞう、1855年（安政2年2月） - 1922年（大正11年）4月25日）は、日本の政治家。衆議院議員（1期）。

## 経歴
安芸国賀茂郡(のち広島県賀茂郡東志和村→志和町、現・東広島市)生まれ。賀茂郡書記、戸長、広島県会議員、同副議長となる。
1890年の第1回衆議院議員総選挙において広島5区から無所属で立候補するが次点で落選した。1892年の第2回衆議院議員総選挙では中央交渉会から立候補して当選した。衆議院議員を1期務め、1894年の第3回衆議院議員総選挙では無所属で立候補して次点で落選した。
のちに北海道に渡り、鉱山業に従事した。1922年に死去した。